# 原町の大ケヤキ

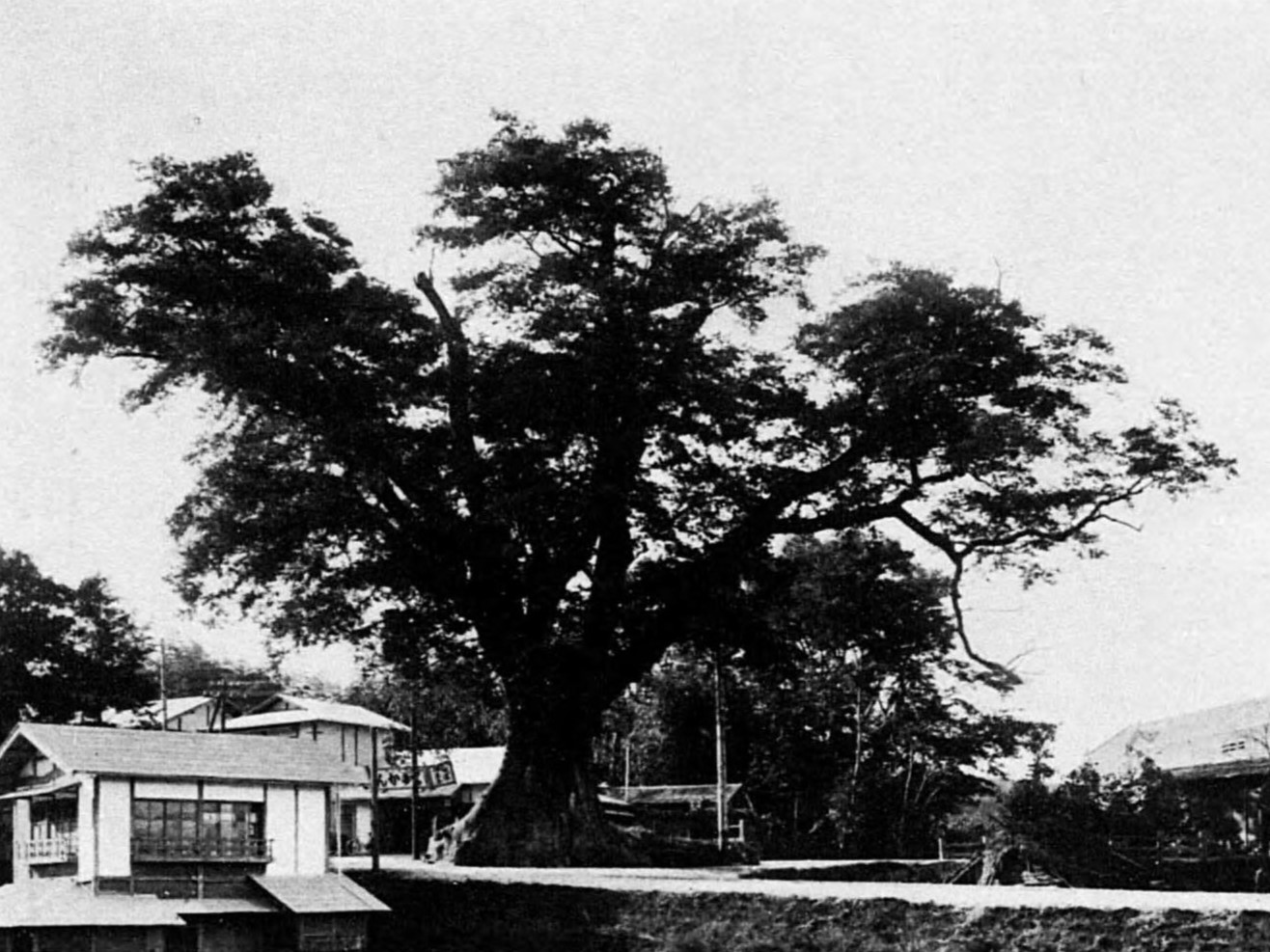
原町の大ケヤキ（『天然紀念物調査報告』1934年）

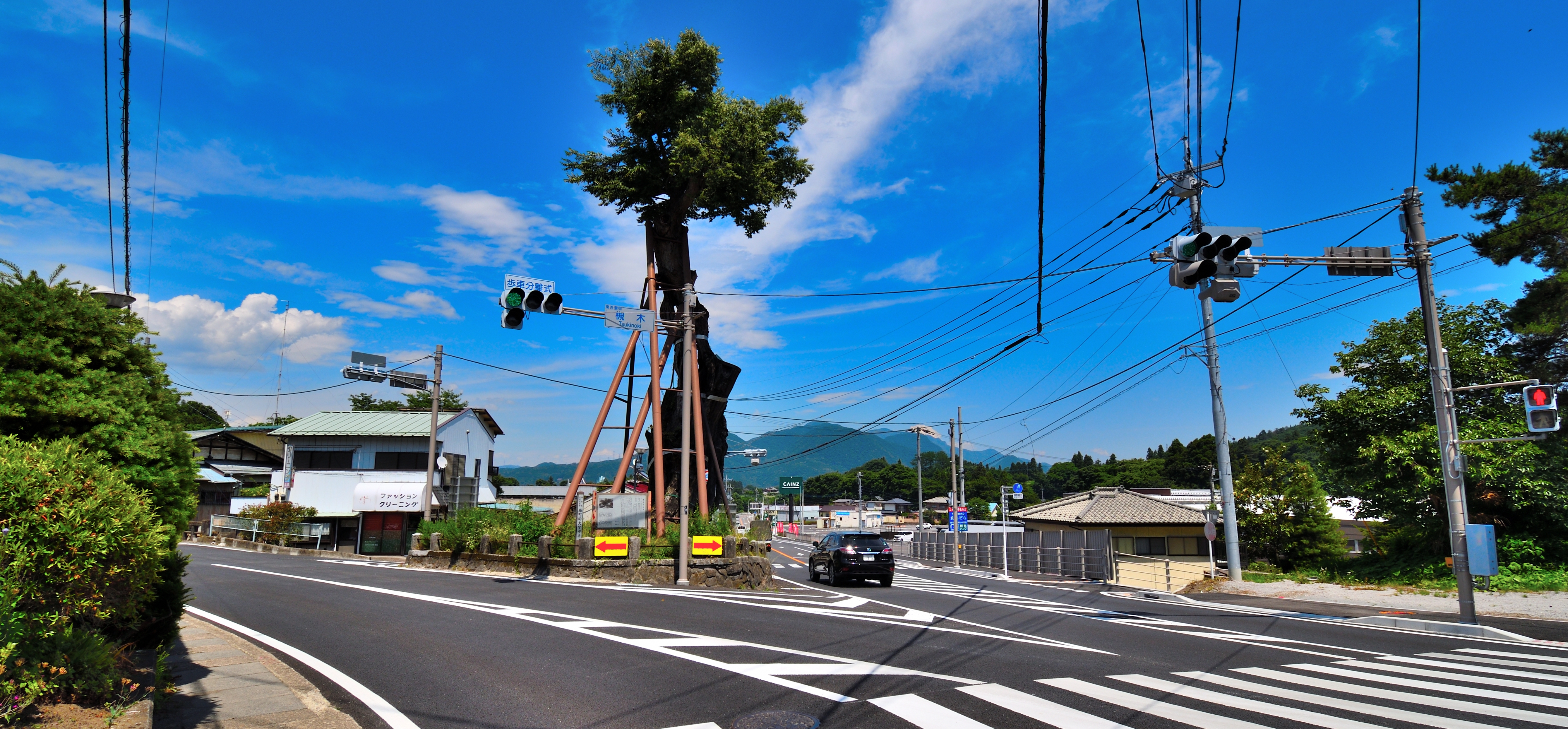
「槻木」三叉路の中央に位置する「原町の大ケヤキ」（2022年）

原町の大ケヤキ（はらまちのおおケヤキ）は、群馬県吾妻郡東吾妻町原町391にあるケヤキの古木。樹齢推定1000年。1933年（昭和8年）4月に国の天然記念物に指定されている。

## 概要
群馬県道35号と群馬県道58号の交わる三叉路の中央に位置する。
かつては槻木（つきのき）と言われており、地名にもなっている。1932年（昭和7年）の三好学の調査によってケヤキであることが明らかにされた。その時の計測では地面が最も高い北側を基準とした根本の幹周16.89メートル、そこから1.5メートル上の幹周10.97メートル、枝張り東9メートル、東北22メートル、西11メートル半、南14メートル半、北11メートルを記録している。また三好は原町の大ケヤキを東根の大ケヤキ、三恵の大ケヤキとともに「日本三大欅」としている。
三叉路の中央という生育環境が悪いこともあり、1965年（昭和40年）ごろから樹勢の衰えが目立ち、現在は枝の多くは失われており、幹の空洞に生じた根によって辛うじて枯死を免れている状態である。現在は樹高17.0メートル、幹周9.10メートル。
東吾妻町スポーツ広場でクローン木が生育されている。

## 伝承
- 1614年（慶長19年）、岩櫃城代出浦盛清が真田信幸の命で原町の町割りを行う際、岩櫃城背後の夫婦岩と大ケヤキとを直線で結んで街路とし、その両側に街を開いたという[4]。
- 1868年（明治元年）、岩鼻県知県事大音竜太郎が県庁の用材に充てる目的で大ケヤキを伐採しようとした。町民は強硬に反対したものの、鋸を入れられ、木の内部が空洞になっていることが判明したため伐採は中止された。この時木の切り口から血液のような赤色の液体が出たことから、人々は畏敬の念を強めたという[4]。
- 昭和の初めごろ、大枝の一つが枯れたため伐採したところ、その断面の年輪は800年余りあったという[4]。

## ギャラリー

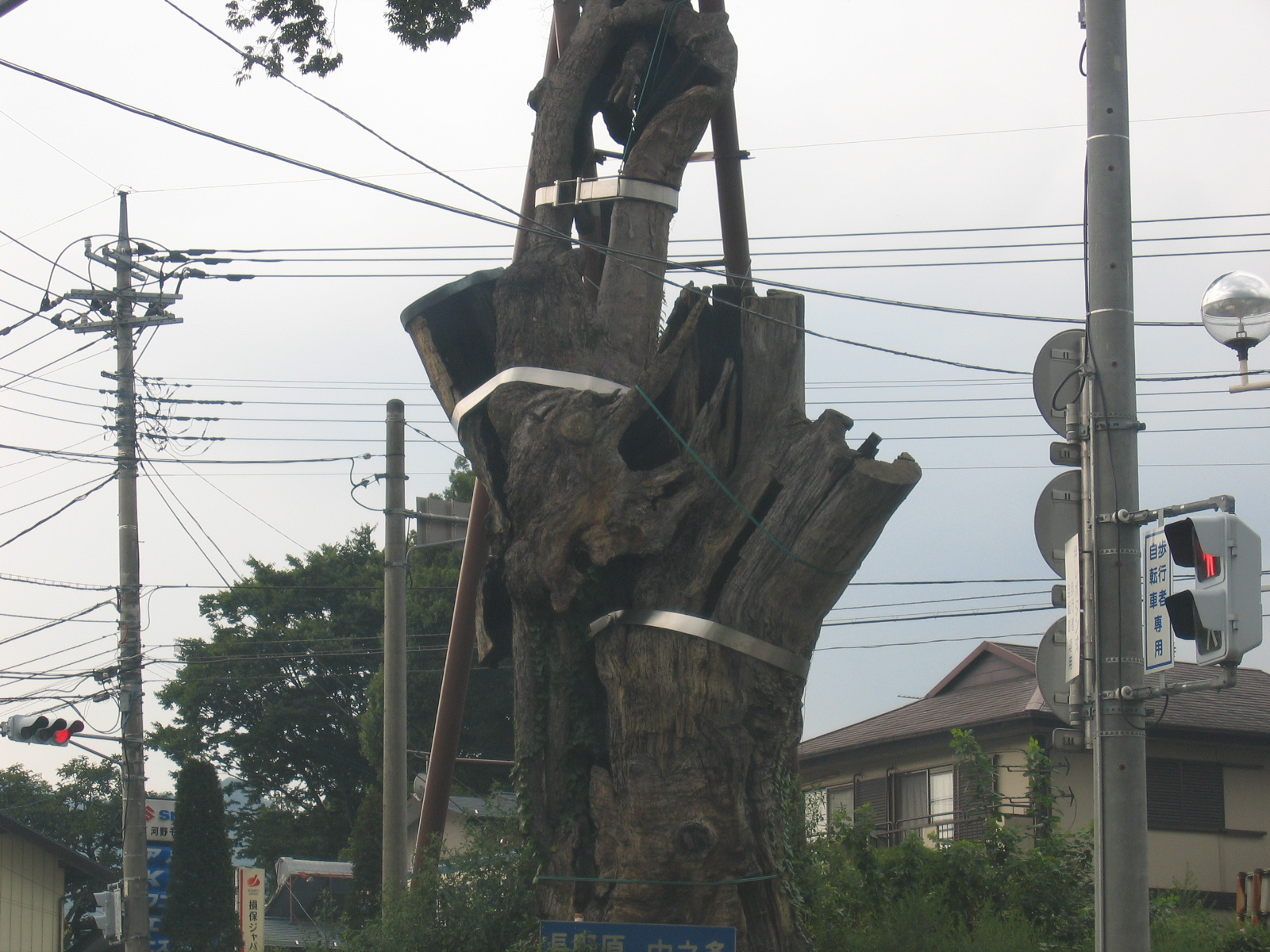
2008年
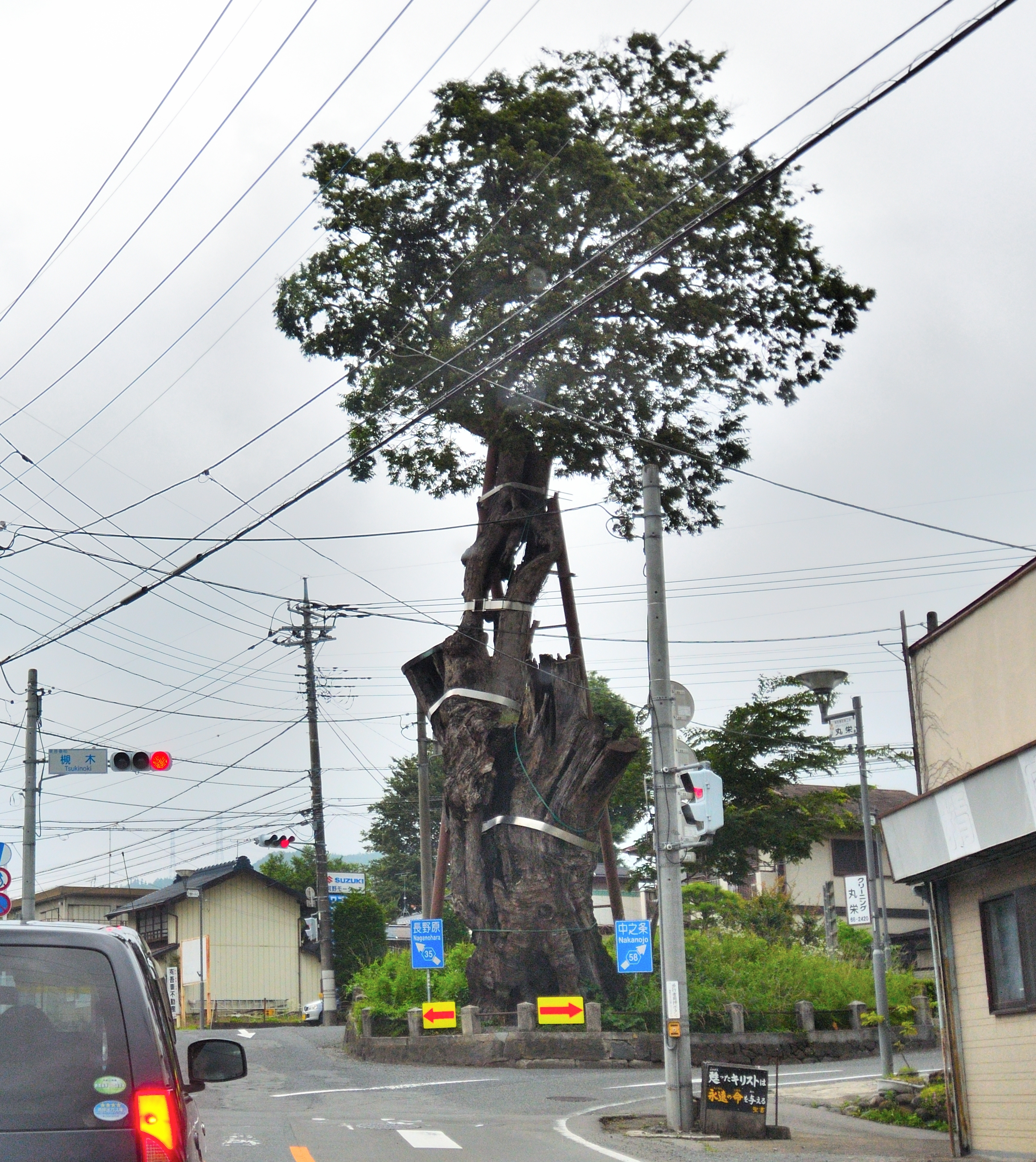
2019年（東方向から）
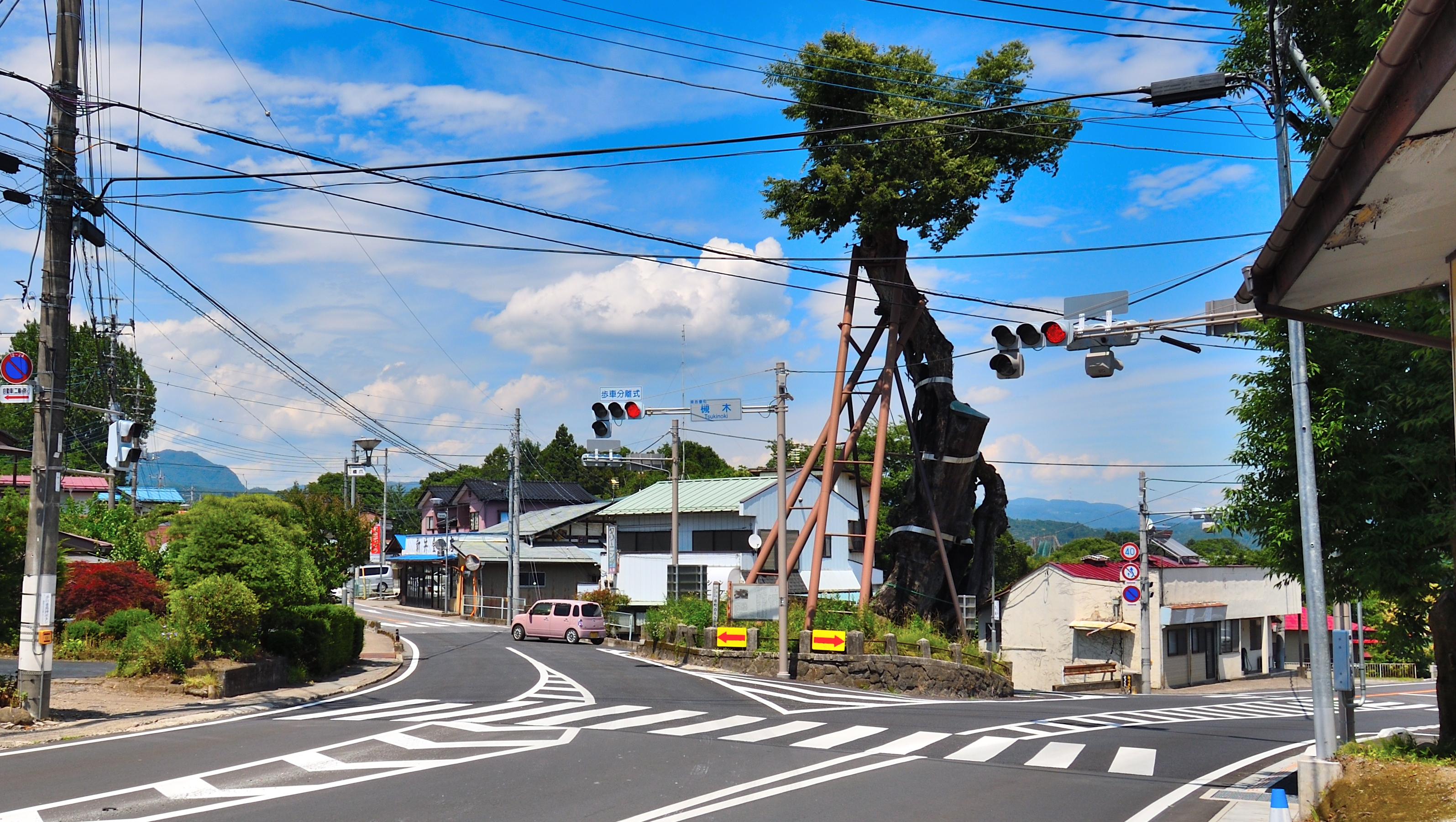
2022年（南西方向から）
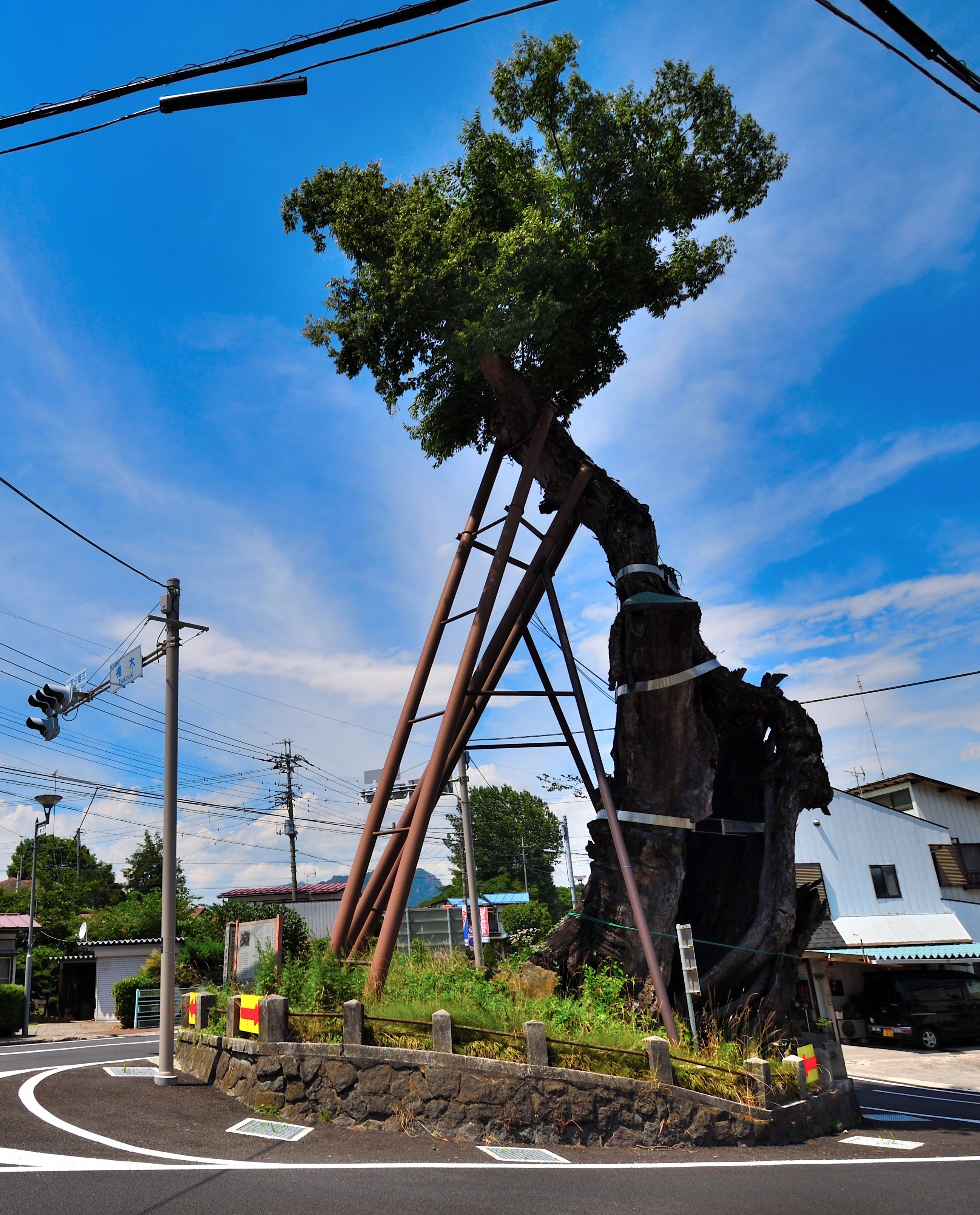
2022年（西方向から）
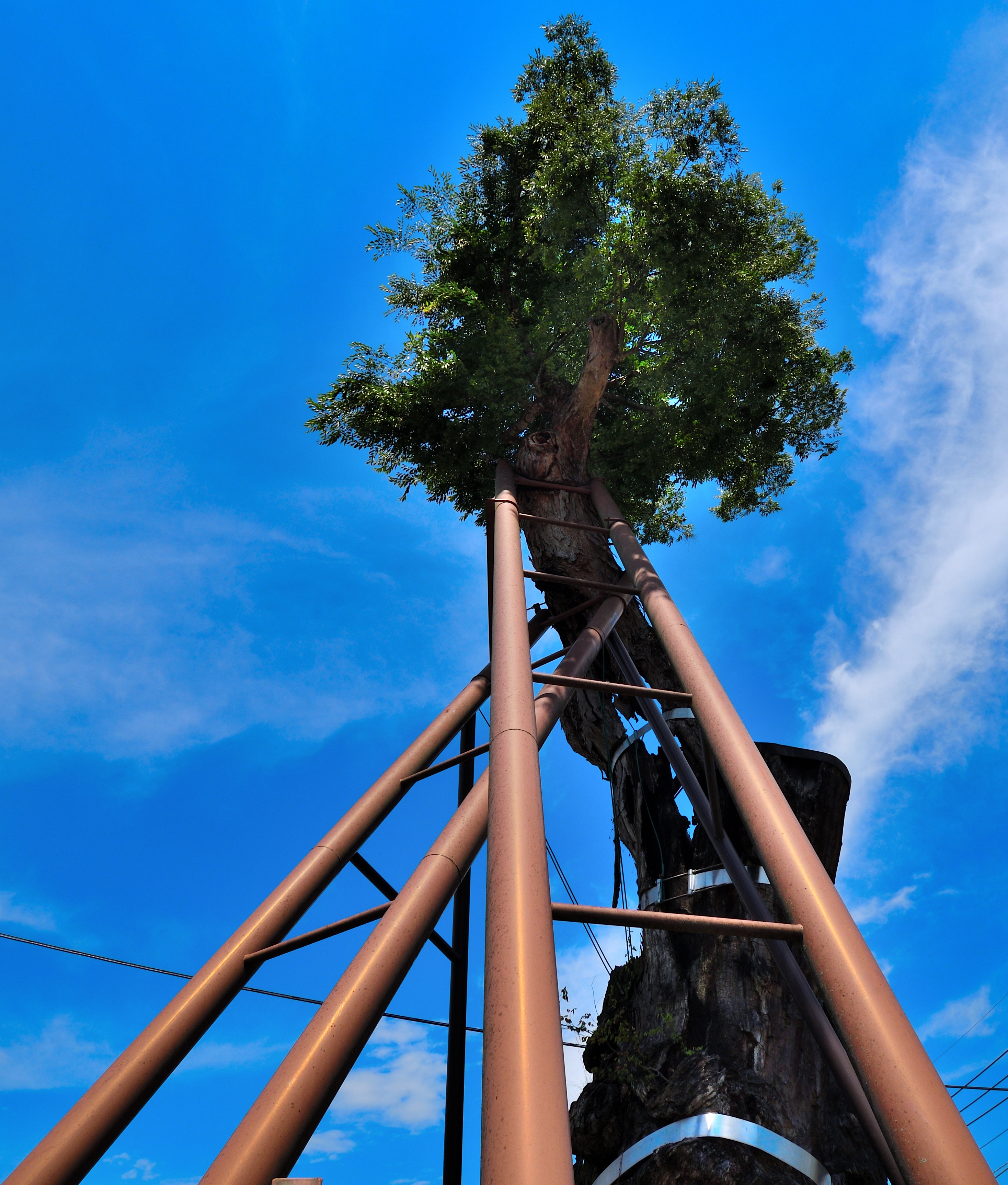
2022年 鋼管で支えられている
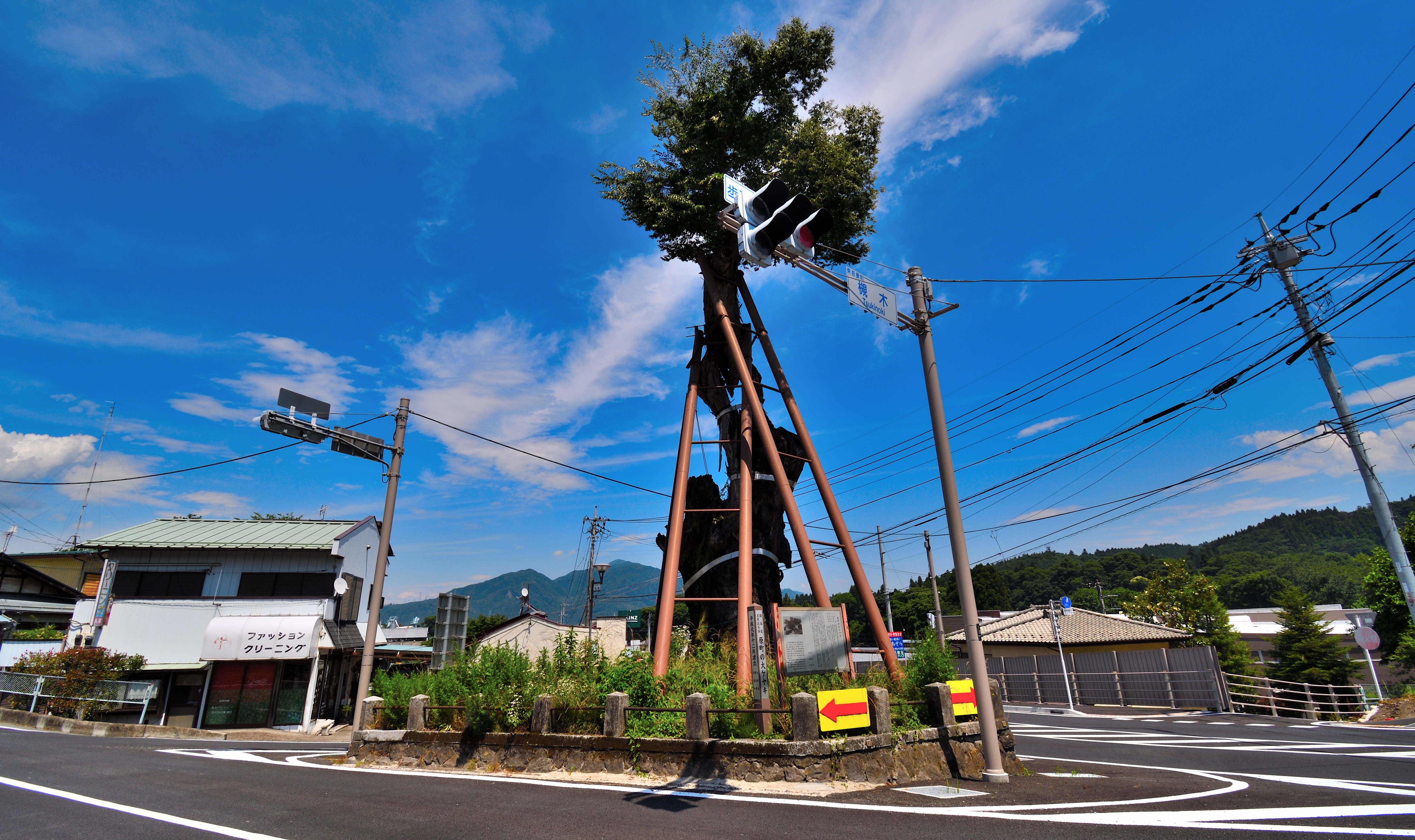
2022年（北西方向から）
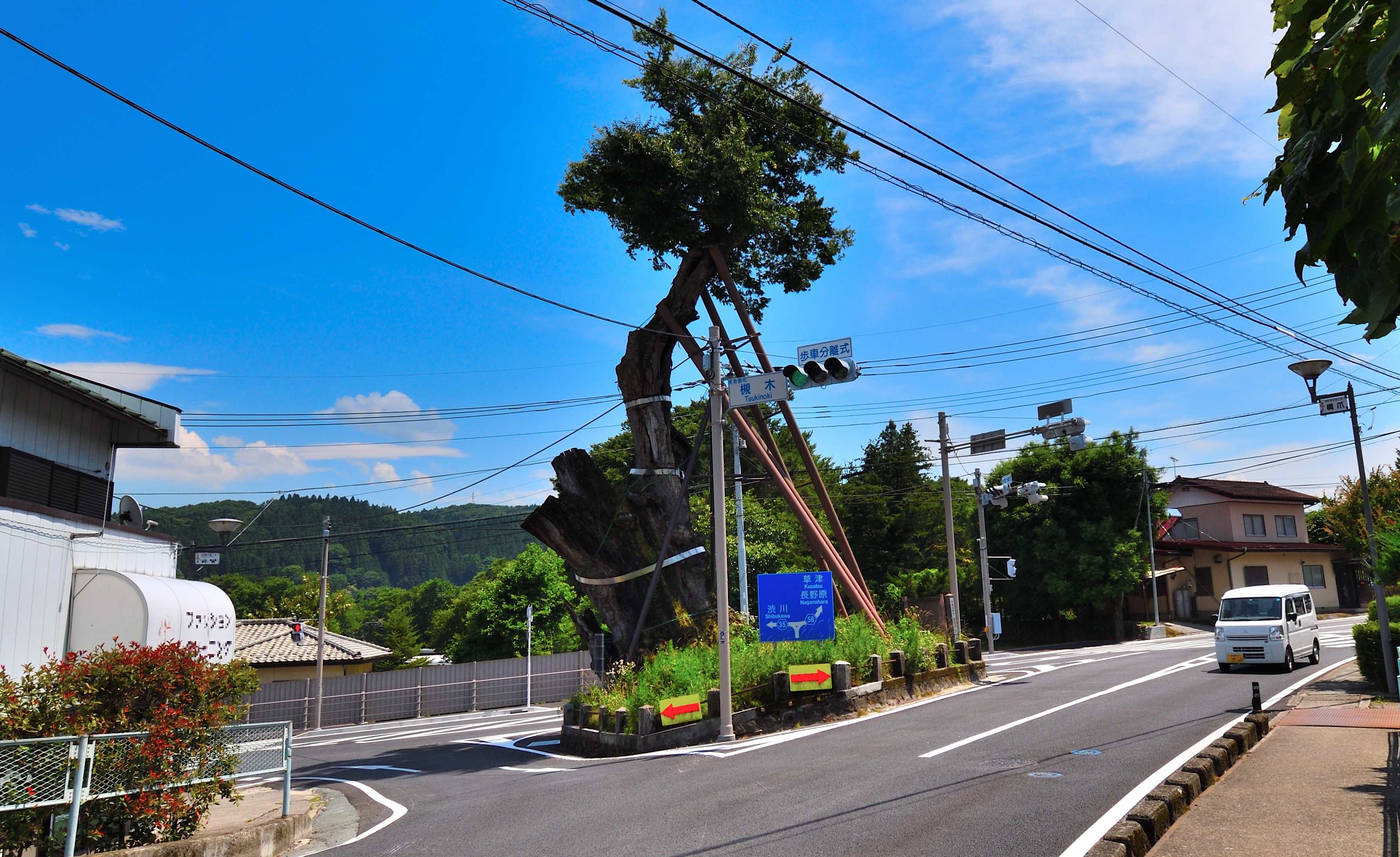
2022年（北方向から）
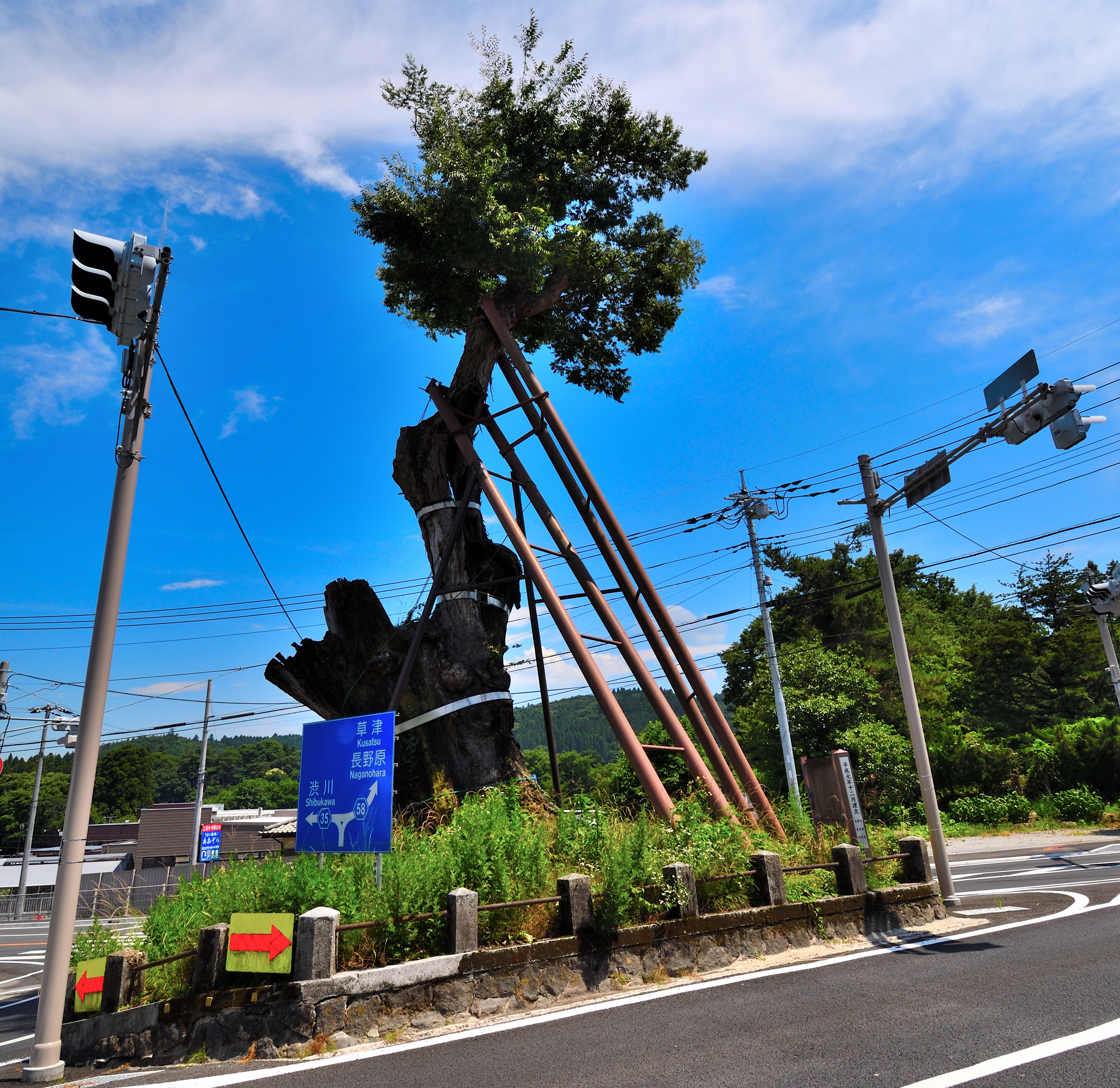
2022年（北方向から）